# North Kingsville
North Kingsville és una vila dels Estats Units a l'estat d'Ohio. Segons el cens del 2000 tenia 2.658 habitants.

## Demografia
Segons el cens del 2000, North Kingsville tenia 2.658 habitants, 1.029 habitatges, i 807 famílies. La densitat de població era de 115,3 habitants/km².
Dels 1.029 habitatges en un 33,1% hi vivien nens de menys de 18 anys, en un 66,4% hi vivien parelles casades, en un 8,3% dones solteres, i en un 21,5% no eren unitats familiars. En el 17,4% dels habitatges hi vivien persones soles el 7,2% de les quals corresponia a persones de 65 anys o més que vivien soles. El nombre mitjà de persones vivint en cada habitatge era de 2,58 i el nombre mitjà de persones que vivien en cada família era de 2,91.
Per edats la població es repartia de la següent manera: un 24,5% tenia menys de 18 anys, un 6,3% entre 18 i 24, un 27,9% entre 25 i 44, un 28,5% de 45 a 60 i un 12,8% 65 anys o més.
L'edat mediana era de 41 anys. Per cada 100 dones de 18 o més anys hi havia 94,2 homes.
La renda mediana per habitatge era de 44.276 $ i la renda mediana per família de 52.417 $. Els homes tenien una renda mediana de 39.479 $ mentre que les dones 26.250 $. La renda per capita de la població era de 23.000 $. Aproximadament el 4,9% de les famílies i el 7% de la població estaven per davall del llindar de pobresa.

## Poblacions properes
El següent diagrama mostra les poblacions més properes.